# Kerkhof van Westmalle
Het Kerkhof van Westmalle is een gemeentelijke begraafplaats in het Belgische dorp Westmalle, een deelgemeente van Malle. De begraafplaats ligt aan de noordelijke rand van de bebouwde kom, rond de Sint-Martinuskerk en wordt deels door een lage bakstenen muur en deels door een haag omgeven.

## Britse oorlogsgraven
Achter de kerk tegen de oostelijke kerkhofmuur liggen 7 Britse gesneuvelden uit de Tweede Wereldoorlog. Zij waren leden van de Royal Air Force en werden in de nacht van van 25 augustus 1942 met hun Avro Lancaster-bommenwerper boven Westmalle neergeschoten. Twee grafzerken vermelden twee namen van slachtoffers.
De Canadese piloot Gilbert Campbell Hooey werd onderscheiden met het Distinguished Flying Cross (DFC).
De graven worden onderhouden door de Commonwealth War Graves Commission en zijn daar geregistreerd onder Westmalle Churchyard.